# Besaya
|  | Per a altres significats, vegeu «El Besaya». |

El Besaya (del llatí Bisalia) és un riu situat al nord d'Espanya, que discorre per la comunitat autònoma de Cantàbria i desemboca al mar Cantàbric. Es fon amb el riu Saja en el terme municipal de Torrelavega, i els seus principals afluents són Bisueña, Los Llares, Cieza, Aguayo, Torina, León, Erecia, Casares i Rebuja.